# Venezillo venustus
Venezillo venustus är en kräftdjursart som först beskrevs av Gustav Budde-Lund 1893.  Venezillo venustus ingår i släktet Venezillo och familjen Armadillidae. Inga underarter finns listade i Catalogue of Life.